# The Polite Force
The Polite Force é o segundo álbum de estúdio da banda inglesa de rock progressivo Egg, lançado em 1971. Geralmente é considerado o melhor trabalho da banda, principalmente por ser um trabalho mais sério do que o disco de estréia.

## Faixas
1. "A Visit To Newport Hospital" – 8:19
2. "Contrasong" – 4:19
3. "Boilk (incl. Durch Adams Fall Ist Ganz Verdebt [J.S.Bach])" – 9:15
4. "Long Piece No. 3" – 20:27

## Músicos
- Dave Stewart - órgão, piano, tone generator
- Mont Campbell - baixo, vocais
- Clive Brooks – bateria

### Convidados
- Henry Lowther - trompete
- Mike Davis - trompete
- Bob Downes - sax
- Tony Roberts - sax